# Fédération de football et d'athlétisme de Westphalie
 (octobre 2024).

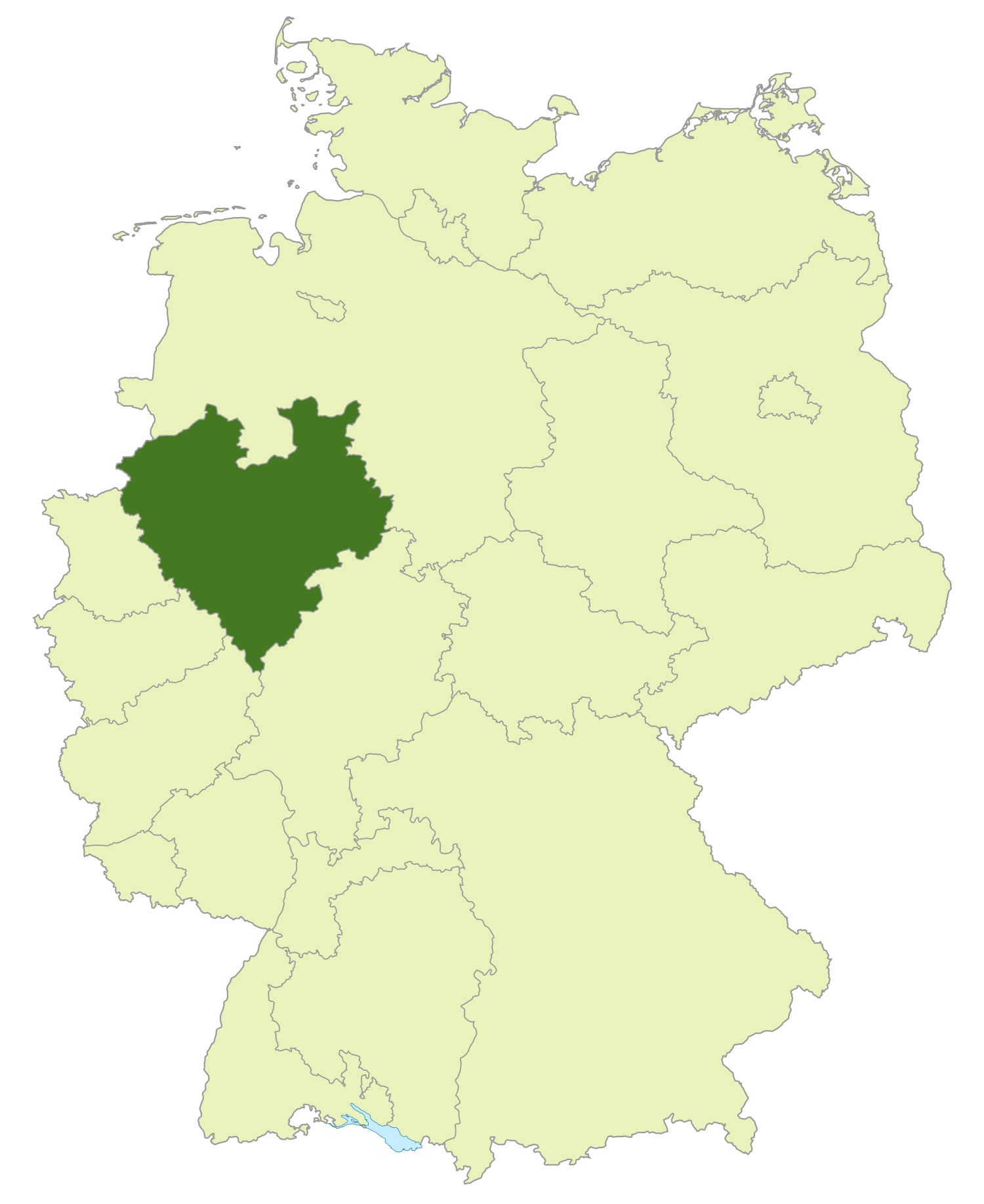
Territoire couvert par la Fédération de football et d'athlétisme de Westphalie

La Fédération de football et d'athlétisme de Westphalie (FLVW, allemand : Fußball- und Leichtathletik-Verband Westfalen) est l'organisation parapluie de tous les clubs de football et d'athlétisme de Westphalie-Lippe. C'est l'une des 21 fédérations régionales de la DFB, subalterne de la Westdeutscher Fußballverband (WDFV) et une des 20 fédérations régionales de la Deutscher Leichtathletik-Verband (DLV). La fédération siège depuis 1951 au sein de la Sportschule Kaiserau dans la ville de Kamen, son siège précédent était situé à Hamm. La FLVW a été créée en 1954 de la fusion de la Fédération de football de Westphalie (FVW, allemand : Fußball-Verband Westfalen), fondée en 1946, et de la Fédération d'athlétisme de Westphalie (LVW, allemand : Leichtathletik-Verband Westfalen).
La section football compte 1 015 436 licenciés répartis dans 2 079 clubs et 14 011 équipes (en 2023). Cela fait de la FLVW la deuxième plus grande association régionale de la DFB en termes de nombre de licenciés après la Fédération bavaroise de football (BFV) et la troisième en termes de nombre de clubs et d'équipes après la Fédération basse-saxonne de football (NFV). La section athlétisme compte environ 108 000 adhérents répartis en 555 clubs, et la section sports de loisirs compte environ 42 000 adhérents dans 325 clubs. En termes de nombre de membres, la FLVW est la deuxième plus grande association régionale de la DLV après la Fédération bavaroise d'athlétisme.
La FLVW est la seule fédération régionale de la DFB et de la DLV où le football et l'athlétisme partagent les structures.

## Zone couverte par la fédération
La FLVW couvre un territoire s'étendant sur l'ancienne province prussienne de Westphalie et l'ancienne principauté de Lippe, et coïncidant avec les actuels districts (Bezirke) d'Arnsberg, Detmold et Münster. Cependant, certains clubs situés dans ces districts font le choix de concourir dans les ligues de Basse-Rhénanie : les clubs de Bocholt et de Bottrop ont notamment fait ce choix.
Depuis le 1er juillet 2016, ce territoire est divisé en 29 arrondissements de football (Fußballkreise), qui organisent les matchs de football et les épreuves d'athlétisme à échelle locale. Les limites de ces arrondissements ne coïncident pas toujours avec les limites des arrondissements politiques (Landkreise) et des villes-arrondissements (kreisfreie Städte) de Westphalie-Lippe.
Dans le cadre de la réforme des ligues inter-arrondissements de football masculin de la saison 2012-2013, il était prévu de réduire le nombre d'arrondissements de football à 26 afin de les faire coïncider avec les frontières des arrondissements politiques et des villes-arrondissements. La réforme proposée a échoué en mars 2012 en raison d'une résistance au sein des associations locales, mais cela n'aura finalement pas lieu.

## Ligues de football
| Niveau                    | Ligue                                          |
| Hommes                    | Hommes                                         |
| ------------------------- | ---------------------------------------------- |
| 5                         | Oberliga Westphalie                            |
| 6                         | Westfalenligen (2 groupes)                     |
| 7                         | Landesligen (4 groupes)                        |
| 8                         | Bezirksligen (12 groupes)                      |
| (↓ variable par district) |                                                |
| 9                         | Kreisligen A (29 districts avec 1 à 2 groupes) |
| 10                        | Kreisligen B (1 à 2 groupes par district)      |
| 11                        | Kreisligen C (pas dans tous les districts)     |
| 12                        | Kreisligen D (pas dans tous les districts)     |

| Niveau | Ligue                                     |
| Femmes | Femmes                                    |
| ------ | ----------------------------------------- |
| 4      | Westfalenliga                             |
| 5      | Landesligen (3 groupes)                   |
| 6      | Bezirksligen (7 groupes)                  |
| 7      | Kreisligen A (23 groupes de 22 districts) |
| 8      | Kreisligen B (3 groupes de 3 districts)   |

## Arrondissements

### Liste
- K1 – Ahaus-Coesfeld
- K2 – Lüdenscheid
- K3 – Arnsberg
- K4 – Beckum
- K5 – Bielefeld
- K6 – Bochum
- K7 – Hochsauerlandkreis
- K8 – Paderborn
- K10 – Detmold
- K11 – Dortmund
- K12 – Gelsenkirchen
- K13 – Hagen
- K14 – Herford
- K15 – Herne
- K16 – Höxter
- K17 – Iserlohn
- K18 – Lemgo
- K19 – Lippstadt
- K20 – Lübbecke
- K23 – Minden
- K24 – Münster
- K25 – Olpe
- K27 – Recklinghausen
- K28 – Siegen-Wittgenstein
- K29 – Soest
- K30 – Steinfurt
- K31 – Tecklembourg
- K32 – Unna-Hamm
- K34 – Gütersloh

### Évolution
Lors de la saison 1947-1948, le territoire couvert par la fédération était divisé en 40 districts. Depuis, de nombreuses fusions de districts et changements de nom ont eu lieu. Cela commence le 1er juillet 1949 avec les districts de Castrop-Rauxel et de Wanne-Eickel, qui rejoignent le district de Herne. Par la suite, le district d'Unna fusionne avec celui de Hamm pour donner le district d'Unna-Hamm, le district de Siegen absorbe le district de Wittgenstein, et le district de Warendorf rejoint celui de Münster. En 1951, le district de Bentheim rejoint la Fédération basse-saxonne de football. En 1958, les districts d'Ahaus et de Coesfeld fusionnent au sein du district d'Ahaus-Coesfeld. En 1970, le district d'Altena se renomme en district de Lüdenscheid. Trois ans plus tard, le district de Wiedenbrück est renommé district de Gütersloh. En 1986, le district de Siegen modifie son nom, il devient le district de Siegen-Wittgenstein. Le 1er juillet 2013, de nombreuses fusions de districts ont lieu. Les districts de Brilon et de Meschede fusionnent au sein Hochsauerlandkreis (District du Haut-Sauerland). Le district de Büren est absorbé par le district de Paderborn. Les districts de Höxter et Warburg fusionnent au sein du distrit de Höxter. Enfin, le district de Lüdinghausen est dissout en 2015. Les clubs rejoignent en majorité les districts de Münster et d'Unna-Hamm.

## Athlétisme

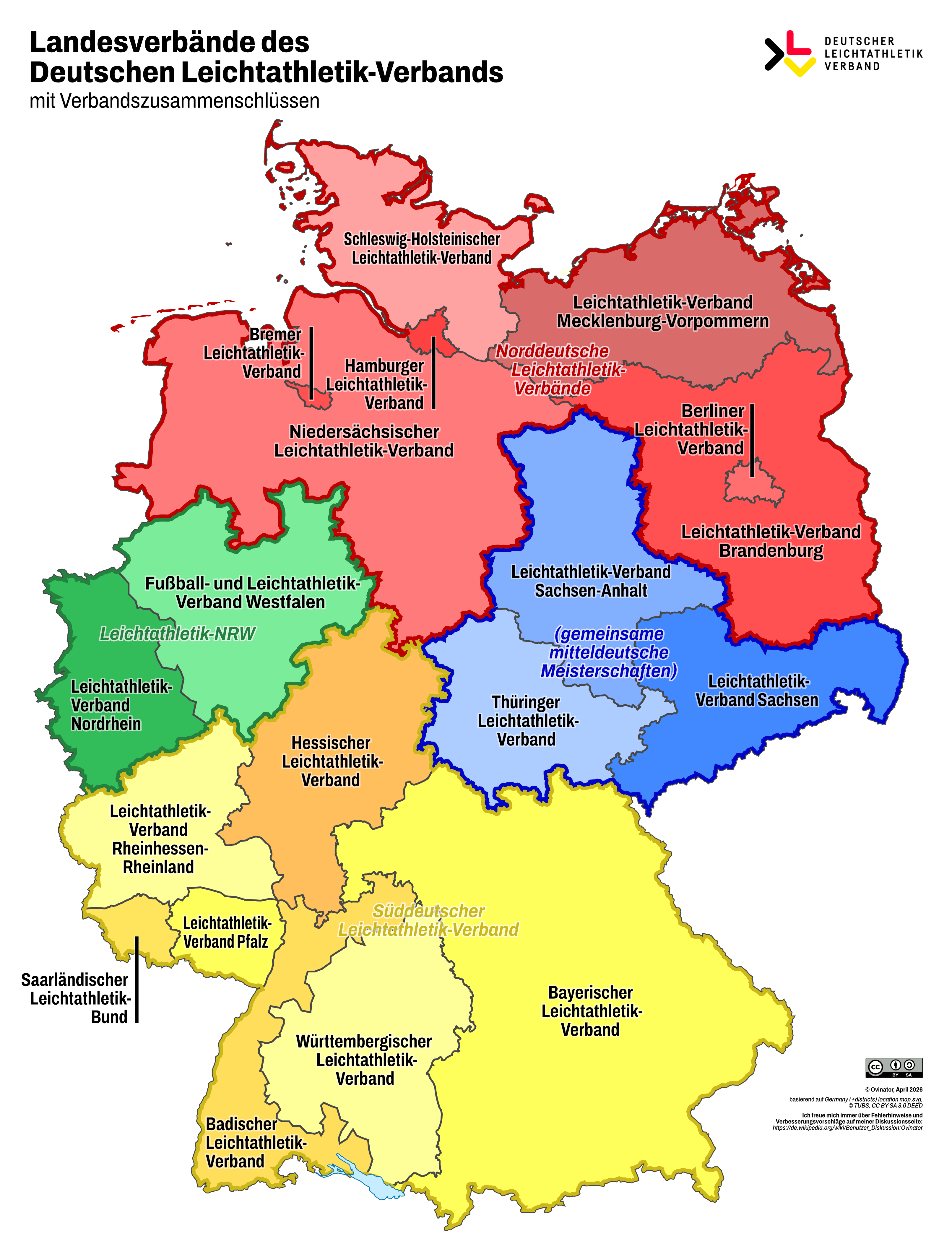
FLVW en Allemagne (Vert clair)

La section athlétisme de la FLVW organise annuellement les Championnats de Westphalie (allemand : Westfälische Meisterschaften) et co-organise les Championnats de Rhénanie-du-Nord-Westphalie (allemand : NRW-Meisterschaften, NRW étant l'abréviation de Nordrhein-Westfalen) avec la Fédération de Rhénanie-du-Nord d'athlétisme (LVN, allemand : Leichtathletik-Verband Nordrhein). En outre, ces deux fédérations sont représentées ensemble au sein de la Fédération régionale des sports de Rhénanie-du-Nord-Westphalie (allemand : Landessportbund Nordrhein-Westfalen).

### Les autres fédérations subalternes de la WDFV
- Fußballverband Niederrhein (FVN)
- Fußball-Verband Mittelrhein (FVM)